# ライアン・シムソン
ライアン・シムソン（Rayen Simson、1972年5月22日 - ）は、スリナムの男性キックボクサー。オランダ・北ホラント州アムステルダム在住。ヴァゾーストジム所属。S-cup '97王者。
ラモン・デッカー、イワン・ヒポリットと並んで、1990年代のオランダ中量級を支えたキックボクサー。

## 来歴
1972年5月22日、オランダ領ギアナ（現在のスリナム共和国）で生まれた。
1995年1月31日、シュートボクシング第1回S-cupに参戦。
1996年7月14日と1997年5月9日に開催された第2回S-cupに参戦。決勝でモハメド・オワリを破り、優勝を果たした。
1997年3月23日、オランダでラモン・デッカーと対戦し、2R終了時に左目負傷によりTKO勝ち。2R中盤にはお互いの左フックが交錯し、同時にダウンした。この試合で欧州最強と呼ばれるようになった。
2000年10月22日、It's Showtimeでイワン・ヒポリットの引退試合の相手を務め、KO負け。
2006年3月26日、K-1 MAX Netherland（西欧地区予選）に出場し、優勝を果たした。3試合とも3R+延長Rの計12Rを戦った。
2006年6月30日、K-1 WORLD MAX 2006 〜世界一決定トーナメント決勝戦〜のリザーブファイトでアルトゥール・キシェンコと対戦し判定負け。
2006年11月3日、S-cup 2006のリザーブマッチで菊池浩一と対戦し、判定勝ち。
2010年5月29日、IT'S SHOWTIMEでシャヒン・"カース"・ヤクートと引退試合で対戦し、判定負けを喫した。

## 戦績
| キックボクシング 戦績 | キックボクシング 戦績 | キックボクシング 戦績 | キックボクシング 戦績 | キックボクシング 戦績 | キックボクシング 戦績 | キックボクシング 戦績 |
| --------------------- | --------------------- | --------------------- | --------------------- | --------------------- | --------------------- | --------------------- |
| 80 試合               | (T)KO                 | 判定                  | その他                | 引き分け              | 無効試合              |                       |
| 73 勝                 | 19                    |                       |                       | 0                     | 0                     |                       |
| 7 敗                  |                       |                       |                       | 0                     | 0                     |                       |

| 勝敗 | 対戦相手                     | 試合結果                 | 大会名                                                                         | 開催年月日     |
| ×    | シャヒン・"カース"・ヤクート | 3R終了 判定              | IT'S SHOWTIME【ライアン・シムソン引退試合】                                    | 2010年5月29日  |
| ×    | エウジェニー・エッケルブーン | 4R TKO                   | Champions of Champions 2 【WMCスーパーミドルヘビー級王座決定戦】               | 2009年6月26日  |
| ×    | デミトリー・シャクタ         | 3R終了 判定              | IT'S SHOWTIME Finale Trophy Max 75 【1回戦】                                   | 2008年3月15日  |
| ×    | ホセ・レイス                 | 3R終了 判定              | Steko's Fight Night【1回戦】                                                   | 2007年8月31日  |
| ×    | ファディル・シャバリ         | TKO                      | 不明                                                                           | 2006年12月9日  |
| ○    | 菊池浩一                     | 3R終了 判定2-0           | SHOOT BOXING WORLD TOURNAMENT S-cup 2006 【リザーブマッチ】                    | 2006年11月3日  |
| ×    | アルトゥール・キシェンコ     | 3R終了 判定2-0           | K-1 WORLD MAX 2006 〜世界一決定トーナメント決勝戦〜 【リザーブファイト】       | 2006年6月30日  |
| ○    | ファディル・シャバリ         | 3R+延長R終了 判定3-0     | K-1 MAX Netherlands 【決勝】                                                   | 2006年3月26日  |
| ○    | レイ・スターリン             | 3R+延長R終了 判定        | K-1 MAX Netherland 【準決勝】                                                  | 2006年3月26日  |
| ○    | ジュニア・ゴンザルベス       | 3R+延長R終了 判定        | K-1 MAX Netherland 【1回戦】                                                   | 2006年3月26日  |
| △    | 松本哉朗                     | 5R終了 判定1-1           | 新日本キックボクシング協会 「小野寺力引退記念大会 NO KICK, NO LIFE 〜FINAL〜」 | 2005年10月29日 |
| ×    | ユーリ・メス                 | 5R終了 判定0-3           | It's Showtime                                                                  | 2005年6月12日  |
| ○    | 中村高明                     | 4R 反則（サバ折り）      | RISING SUN（オランダ）                                                         | 2005年2月19日  |
| ○    | レオナルド                   | 判定                     | It's Showtime                                                                  | 2004年5月20日  |
| ×    | ペリー・ウベダ               | 5R終了 判定0-3           | K-1 WORLD GP 2003 世界地区予選 オランダ大会 【スーパーファイト】               | 2003年4月6日   |
| ○    | アーシュイン・バルラック     | 判定                     | 2H2H - Simply the Best IV 【WPKL74kg級世界タイトルマッチ】                     | 2002年3月17日  |
| ×    | イワン・ヒポリット           | 4R KO                    | It's Showtime Exclusive                                                        | 2000年10月22日 |
| ○    | モハメド・オワリ             | 再延長R終了 判定         | 第2回S-cupトーナメント 決勝                                                    | 1997年5月9日   |
| ○    | 吉鷹弘                       | 再延長R終了 判定         | 第2回S-cupトーナメント 準決勝                                                  | 1997年5月9日   |
| ○    | ラモン・デッカー             | 2R終了時 TKO（左目負傷） | オランダ                                                                       | 1997年3月23日  |
| ○    | ロニー・ルイス               | 不明                     | 第2回S-cupトーナメント 1回戦                                                   | 1996年7月14日  |
| ×    | ボーウィー・チョーワイクン   | 不明                     | 第1回S-cupトーナメント 1回戦                                                   | 1995年1月31日  |

## 獲得タイトル
- SHOOT BOXING WORLD TOURNAMENT S-cup '97 優勝（1997年5月9日）
- K-1 MAX Netherlands 優勝